# Абърдийн
Вижте пояснителната страница за други значения на Абърдийн.
Абърдѝйн (на английски: Aberdeen [æbərˈdiːn]; на шотландски германски (скотс): Aiberdeen; на шотландски келтски: Obar Dheathain [ˈopər ˈʝɛhɪn] – „сливането на река Дон“) е 3-тият по население град в Шотландия. Населението му е около 230 000 души (2017).
Наричан е още „Гранитният град“, „Цветето на Шотландия“ и „Сребърният град край Златните пясъци“.
Според „Mercer“ Абърдийн е на 56-о място по качество на живот в света и на 4-то място във Великобритания. През 2012 г. Абърдийн е наречен „суперград“ поради това, че е избран от HSBC за водещ център за бизнес във Великобритания, единственият такъв в Шотландия.

## География
Абърдийн е разположен е между устията на реките Дон и Дий, при вливането им в Северно море на източния бряг на Шотландия. Административен център е на област Абърдийншър, но не е част от нейната територия, а има отделна самостоятелна администрация. Абърдийн е главно пристанище и търговски център на североизточната част от страната.

## История
Селище на мястото на Абърдийн съществува от VI хилядолетие пр. Хр. През Средновековието то е рибарско пристанище и получава първата си градска харта през 1179 година.
Градът се развива бързо от 80-те години на XX век като център на разрастващия се нефтодобив в съседните части на Северно море.

## Население
Населението на Абърдийн през 2017 година се оценява на 229 800 жители.

## Икономика
Абърдийн понякога е наричан „Нефтената столица на Европа“, заради близостта му и важното му значение за нефтодобива в Северно море.

## Инфраструктура
Международното летище на Абърдийн обслужва 3 милиона пътници годишно. То е най-натовареното летище за хеликоптери в света с над 500 хиляди пътници годишно, главно заради обслужването на нефтените платформи в Северно море.
В Абърдийн има 2 университета – Абърдийнският университет (основан през 1494 г.) и Университета „Робърт Гордън“.

## Култура
В Абърдийн има процъфтяваща културна сцена, която разполага както с прекрасни колекции от шотландски и импресионистични работи, така и със съвременни изложби в Галерията на изкуството, намираща се в „Скулхил“. Там има и по-малки галерии, които също заслужават да се видят. „Rootin’ Aboot“ е пролетното тържество на местната фолк музика, Интернационалният младежки фестивал води млади изпълнители от цял свят, докато Алтернативният фестивал през октомври е наелектризиращ микс от музика, комедия и артистични изпълнения.
Северната част на града е съвсем отделно обособена единица в града, която се развива и затваря от река Дий. Старият Абърдийн се асоциира на първо място с Университета на Абърдийн. В града има три катедрали, най-старата от които, „Свети Махар“, се използва от презвитерианците, а другите две и днес служат за катедрали на католическата и англиканската църкви.
Главният футболен клуб на града е „Абърдийн“, който се състезава в Шотландската премиър лига.

## Известни личности
Родени в Абърдийн
- Майкъл Костерлиц (р. 1942), физик
- Ани Ленъкс (р. 1954), рокпевица
- Денис Лоу (р. 1940), футболист
- Дейвид Сушей (р. 1946), актьор

Починали в Абърдийн
- Герхард Хайнрих Дике (1901 – 1965), германско-американски физик
- Александра Адлер (1901 – 2001), австрийска невроложка
- Алфред Адлер (1870 – 1937), австрийски лекар
- Уилям Пени (1809 – 1892), изследовател

Свързани с Абърдийн
- Джордж Байрон – роден в Лондон, но израснал в Абърдийн